# Eubrianax vandeli
Eubrianax vandeli là một loài bọ cánh cứng trong họ Psephenidae. Loài này được Bertrand & Laurentiaux miêu tả khoa học đầu tiên năm 1963.